# Unleashed (banda)
Unleashed es una banda sueca de death metal formada en 1989.

## Biografía
Formada por Johnny Hedlund después de su salida en Nihilist (actualmente Entombed), Unleashed no era una banda muy técnica. Sin embargo, es considerada como una de las mejores bandas de la "vieja escuela" del Death metal sueco. Mantuvieron la misma alineación, hasta el lanzamiento de Warrior en 1995.
A finales de los 80, Johnny Hedlund graba con Nihilist el segundo Demo Only Shreds Remain (Quedan sólo restos) junto con miembros de Entombed. Johnny se separa de Nihilist, porque quería ser la voz principal. Aunque Nihilist ya contaban con Lars Göran Petrov, pasan a convertirse en Entombed. Johnny Hedlund, por consiguiente, decide formar una banda propia: Unleashed.
Unleashed firma en 1990 con los recién formados Century Media. En 1991, debuta el primer álbum Where no Life Dewells (En donde no existe vida). Muchos lo consideran el mejor de la banda y un pilar en la escena del Death metal sueco.
La escena principalmente underground esperaba un nuevo disco de Unleashed. En 1992, aparece al poco tiempo otra joya: Shadows In The Deep (Sombras en las profundidades). Con este álbum, la banda haría historia en la escena del Death metal. Actualmente, se pueden encontrar muchas versiones del disco tanto como la remasterizada como la edición con más canciones.
Se les considera una banda de Death Metal pionera sobre letras relacionadas con la temática escandinava y vikinga.
Para conmemorar el éxito de la banda, lanzan Live in Vienna en el 93. Es un disco en vivo producido con aceptación y que demuestra toda la fuerza del grupo en el concierto.
En 1993, lanzan Across the Open Sea (En alta mar). Se grabó en los estudios EMI de Estocolmo. Pasa a ser un nuevo capítulo para Unleashed en lo comercial con fama mundial y en lo musical. Por otra parte, para este disco reducen un poco la velocidad de su estilo.
En 1995, aparece Victory. Es otro excelente trabajo en la discografía del grupo, pero no se compara con los dos discos primeros.
En el 96, lanzan otro disco en vivo, aunque con mejor producción que el anterior. El disco se denomina Hail to Poland y que dura alrededor de una hora con veinte minutos.
En 1997, sacan el disco Warrior. Sin duda, un álbum que ponía en cuestión la creatividad musical de Unleashed. Las letras eran buenas, las producción era grandiosa; pero su estilo era más lento y la música ya no era como antes. Ya no había velocidad, redobles de batería y riffs. Había que esperar un largo tiempo.
Recién el 2002, Unleashed sacó un nuevo disco Hells Unleashed (Se ha desatado el infierno). Es un álbum al estilo de Entombed. Mezcla el Rock and Roll y el Death metal de una manera original. Recuerda momentos clásicos del Heavy metal y claras influencias de Iron Maiden y Judas Priest. Sin duda, una buena jugada del grupo.
En el 2003, sacan un Box Set ...And We Shall Triumph in Victory. Contiene los discos clásicos en edición especial y para coleccionistas con Demos, covers (Venom Countess Bathory, Judas Priest Breaking the Law y Mötorhead Ace of Spades) y temas extras.
Sworn Allegiance del 2004 fue otro repentino cambio musical de la banda, pero aceptado por la mayoría de sus fanes. Se alejaron un momento del rock y se concentraron en ejecutar Death metal de calidad.
El 2006 cambian de casa discográfica. Después de más de una década dejan la discográfica Century Media y firman por SPV Records, una de las más duras actualmente. En el 2006, sacan Midvinterblot (El sacrificio en pleno invierno) para reconquistar el trono del Death metal sueco. Se puede decir que es uno de los mejores discos hasta el momento de la banda.
El 6 de junio de 2008 salió a la venta el disco Hammer Batalion que contiene 13 canciones. 
La canción Execute Them All salió en el film Z prohibido Traces of Death 2 (Trazos de la muerte 2).
En el 2010, lanzan As Yggdrasil Trembles (Cuando Yggdrasil se sacude) que contiene doce temas de puro Death metal sueco de la vieja escuela.
En el 2012, sacan su última producción Odalheim. Contiene once temas y fue grabado en Chrome Studios de Suecia. Fue muy bien recibido por la crítica y los fanes del Death Metal.

## Miembros
Actuales
- Johnny Hedlund – voz, bajo (1989 – presente)
- Fredrik Folkare – guitarra líder(1997 – presente)
- Tomas Måsgard – guitarra rítmica (1989 – presente)
- Anders Schultz – batería (1989 – presente)

Anteriores
- Robert Sennebäck – voz/guitarra (1989 – 1990)
- Fredrik Lindgren – guitarra (1989 – 1995)

## Discografía
| Álbumes de estudio - Where No Life Dwells (1991) - Shadows in the Deep (1992) - Across the Open Sea (1993) - Victory (1995) - Warrior (1997) - Hell's Unleashed (2002) - Sworn Allegiance (2004) - Midvinterblot (2006) - Hammer Batalion (2008) - As Yggdrasil Trembles (2010) - Odalheim (2012) - Dawn Of The Nine (2015) - The Hunt for White Christ (2018) - No Sign Of Life (2021) | Álbumes en directo - Revenge Tour Live Demo (1991) - Live in Vienna '93 (1993) - Eastern Blood... Hail to Poland (1996) Demos - The Dark One - The Utter Dark - Revenge - ...And the Laughter Has Died |